# Isaïa Cordinier
Isaïa Cordinier (Créteil, 28 de novembro de 1996) é um jogador de basquetebol profissional francês que atualmente joga pelo Virtus Bologna, disputando a Lega Basket Serie A. Foi selecionado pelo Atlanta Hawks na segunda rodada do draft da NBA em 2016.